# Districte de Massinga
El districte de Massinga és un districte de Moçambic, situat a la província d'Inhambane. Té una superfície 7.458 kilòmetres quadrats. En 2007 comptava amb una població de 184.531 habitants. Limita al nord amb els districtes de Vilankulo i Inhassoro, a l'est amb l'oceà Índic, al sud amb el districte de Morrumbene i a l'oest amb el districte de Funhalouro.

## Divisió administrativa
El districte està dividit en dos postos administrativos (Massinga i Chicomo), compostos per les següents localitats:
- Posto Administrativo de Chicomo:
  - Chicomo
  - Malamba
- Posto Administrativo de Massinga:
  - Guma
  - Liondzane
  - Rovene